# Stanislav Rakús
Stanislav Rakús (* 20. ledna 1940) je slovenský prozaik a literární vědec. Profesor slovenské literatury na Filosofické fakultě Prešovské univerzity.

## Dílo
- novela Žobráci (1976)
- sbírka povídek Pieseň o studničnej vode (1979) - česky Píseň o studniční vodě (1982)
- pohádková knížka Mačacia krajina (1986)
- novela Temporálne poznámky (1993)
- román Nenapísaný román (2004)